# Susch
Susch (německy a do roku 1943 oficiálně Süs) je bývalá samostatná obec ve švýcarském kantonu Graubünden, okresu Engiadina Bassa/Val Müstair. Nachází se v údolí Engadin, asi 34 kilometrů severovýchodně od Svatého Mořice v nadmořské výšce 1 438 metrů. Má přibližně 200 obyvatel.
K 1. lednu 2015 se na základě výsledku hlasování Susch sloučil spolu s další obcí Lavin pod obec Zernez.

## Historie

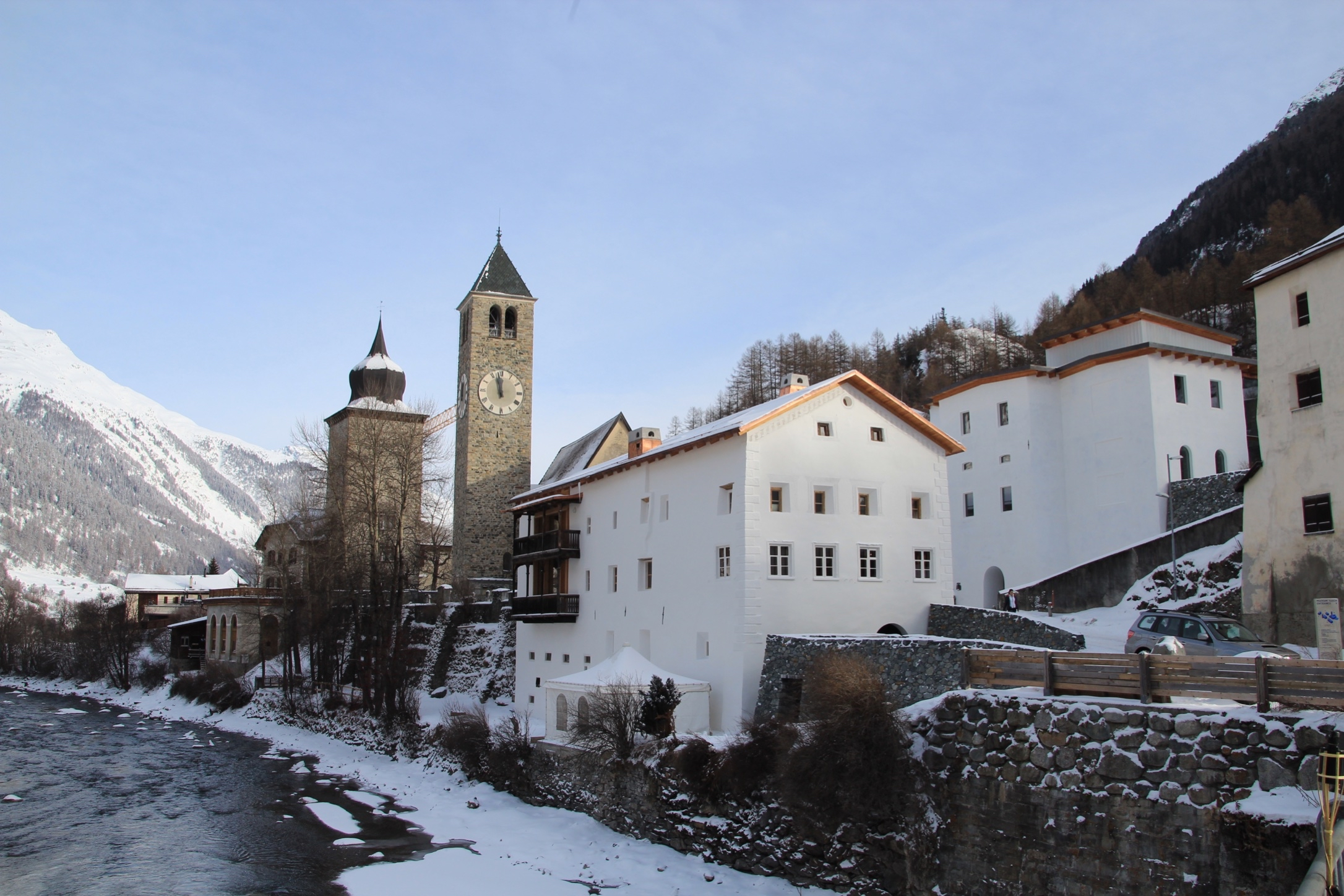
Staré centrum obce na břehu Innu

Nálezy z doby bronzové a železné se nacházejí na kopcích Chaschlins, Padnal, Motta da Palü a Chaschinas. První zmínka o sídle s názvem Susis pochází z roku 1161, německý název Süs se oficiálně používal až do roku 1943. Věž La Praschun je zmiňována kolem roku 1200, Plantaturm pochází pravděpodobně ze 13. století. Páni ze Süsu jsou doloženi od roku 1299. V roce 1325 se Susch a Lavin církevně oddělily od Ardezu a od roku 1422 jsou samostatnou farností. Obhospodařované pastviny v údolí Flüela a Vereina byly ve 14. a 16. století prodány obcím Davos a dalším v údolí Prättigau. Vesnice Susch byla zničena rakouskými vojsky v roce 1499 během švábské války. V gotickém kostele San Jon (svatého Jana), postaveném kolem roku 1515, se v letech 1537–1538 konala slavná disputace engadinského duchovenstva. Susch zavedl reformaci v roce 1550. Prvním reformovaným pastorem byl Ulrich Campell. V roce 1635 postavili kníže Henri de Rohan a Jörg Jenatsch na Chaschinas pevnost Fortezza ve tvaru hvězdy. V roce 1652 se Susch vykoupil z nadvlády Rakouska a až do roku 1851 patřil k soudní obci Obtasna. V roce 1742 byla do kostela vestavěna barokní galerie a varhany.
Obec profitovala především z dopravy přes průsmyk Flüela, a to až do zprovoznění Engadinské trati Rhétské dráhy v roce 1913. V roce 1925 v obci vypukl velký požár. V roce 1999 pak byl otevřen tunel Vereina, což vedlo k nárůstu zaměstnanosti v sektoru služeb, který tvoří 65 % pracovních míst.
Susch byl samostatnou obcí až do roku 2014. Na základě výsledku hlasování je od 1. ledna 2015 součástí obce Zernez.

## Geografie

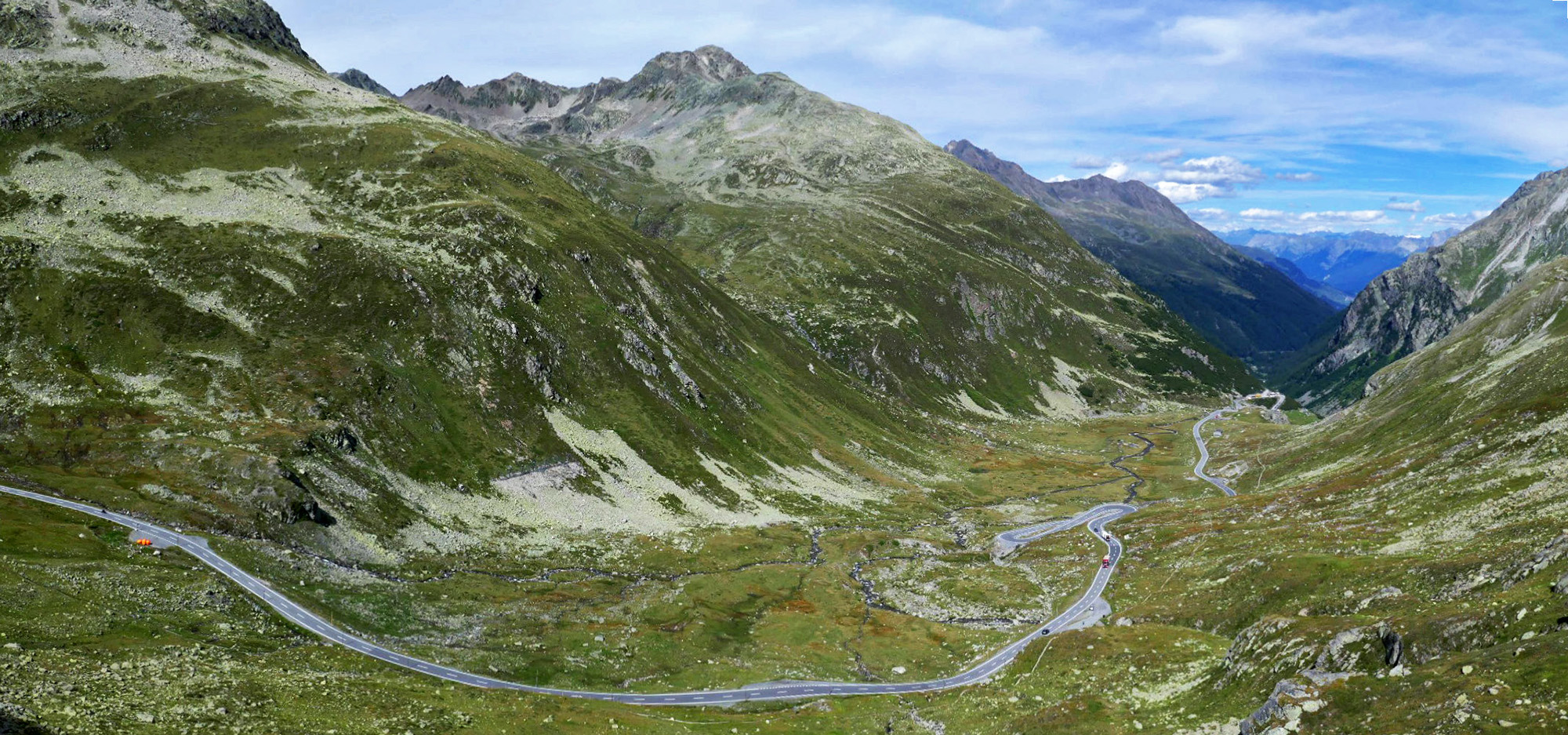
Silnice přes Flüelapass, spojující Susch a Davos

Susch leží na řece Inn v dolním Engadinu na úpatí průsmyku Flüela, v bezprostřední blízkosti Švýcarského národního parku. Rozloha bývalé obce je 93,35 km². Vesnicí protéká řeka Susasca. Přitéká z průsmyku Flüela a vlévá se do Innu právě v obci Susch.

## Obyvatelstvo
| Rok            | 1850 | 1900 | 1950 | 2000 | 2008 |
| Počet obyvatel | 401  | 349  | 283  | 199  | 219  |

### Jazyky
Hlavním jazykem v obci je stále Vallader, dolnoengadinský dialekt rétorománštiny. Již od 19. století však v Susch existuje německy mluvící menšina. V roce 1880 uvedlo 74 % obyvatel rétorománštinu jako svůj mateřský jazyk, v roce 1900 to bylo 71 %. Poté následovala renesance rétorománštiny: v roce 1941 ji uvedlo jako svůj primární jazyk 81 % obyvatel. Od roku 1980 dochází k částečnému přechodu na němčinu. Rétorománštinu ale podporuje obec i škola. V roce 1990 se rétorománsky dokázalo domluvit 86 % a v roce 2000 85 % místních obyvatel. Malý podíl obyvatel hovoří primárně také italsky. Následující tabulka ukazuje vývoj v posledních desetiletích:
| Jazyky v Susch |                   |                   |                   |                   |                   |                   |
| Jazyk          | Sčítání lidu 1980 | Sčítání lidu 1980 | Sčítání lidu 1990 | Sčítání lidu 1990 | Sčítání lidu 2000 | Sčítání lidu 2000 |
| Jazyk          | Počet             | Podíl             | Počet             | Podíl             | Počet             | Podíl             |
| Němčina        | 27                | 12,44 %           | 32                | 15,76 %           | 59                | 29,65 %           |
| Rétorománština | 175               | 80,65 %           | 159               | 78,33 %           | 130               | 65,33 %           |
| Italština      | 15                | 6,91 %            | 7                 | 3,45 %            | 7                 | 3,52 %            |
| Počet obyvatel | 217               | 100 %             | 203               | 100 %             | 199               | 100 %             |

## Doprava

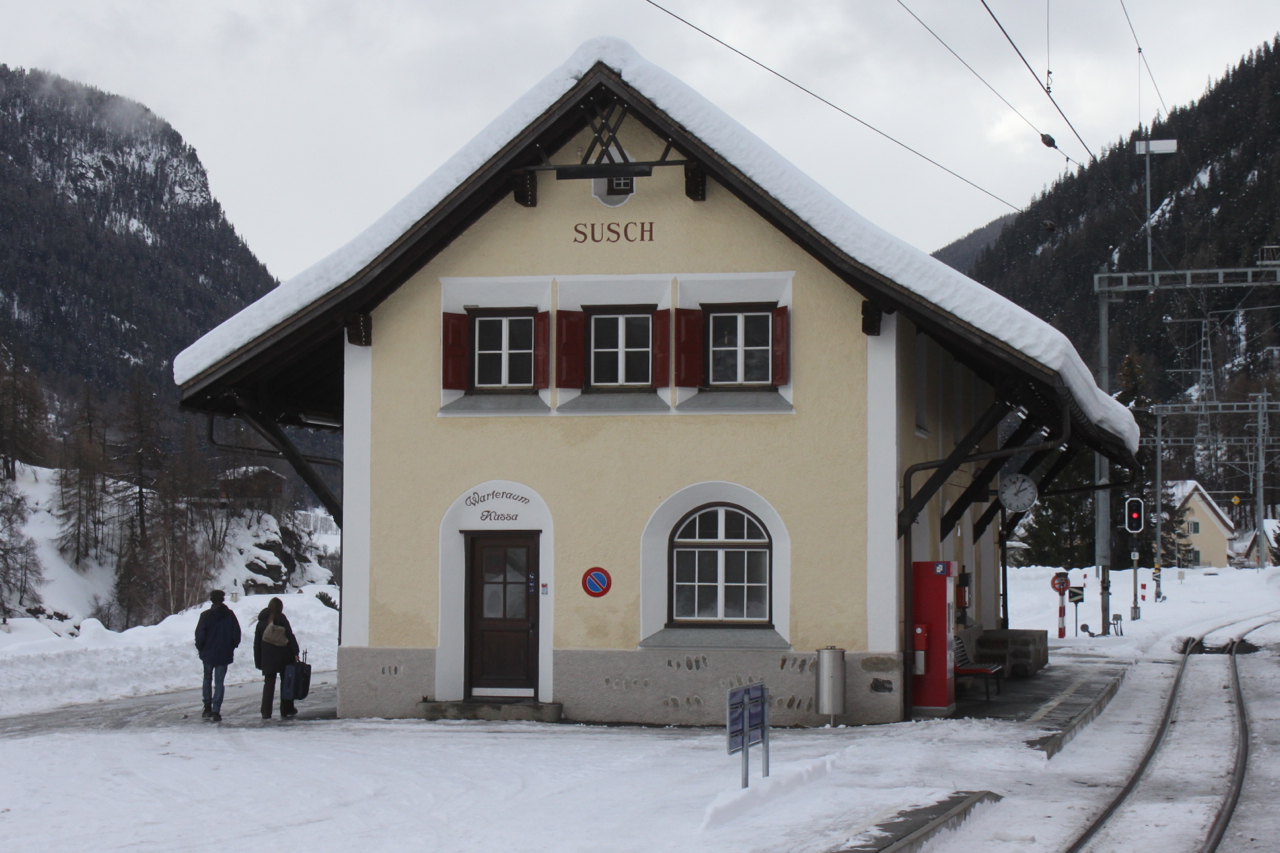
Železniční stanice Susch v zimě

Susch leží na železniční trati Bever – Scuol-Tarasp, vedoucí údolím Engadin. Trať provozuje Rhétská dráha. V obci se nachází stejnojmenná vlaková stanice.
Silniční spojení je zajištěno kantonální hlavní silnicí č. 27 (Svatý Mořic – Scuol). Na hlavní křižovatce v centru obce se z ní odpojuje silnice č. 28, vedoucí přes průsmyk Flüela do Davosu. Tato silnice je v zimních měsících uzavřena z důvodu nebezpečí pádu lavin.